# Francisco Carrazana
Francisco Carranzana (23 febbraio 1985) è un ex calciatore cubano, di ruolo difensore.

## Carriera
Ha giocato la sua unica partita per la nazionale cubana nel 2011.